# San Germán, Querétaro Arteaga
San Germán är en ort i Mexiko.   Den ligger i kommunen San Juan del Río och delstaten Querétaro Arteaga, i den centrala delen av landet, 150 km nordväst om huvudstaden Mexico City. San Germán ligger 1 901 meter över havet och antalet invånare är 851.
Terrängen runt San Germán är huvudsakligen platt, men åt nordost är den kuperad. Runt San Germán är det ganska tätbefolkat, med 230 invånare per kvadratkilometer. Närmaste större samhälle är San Juan del Río, 10,1 km sydost om San Germán. Trakten runt San Germán består till största delen av jordbruksmark.